# Аретологија
Аретологија (од грчког грч. αρετη- врлина и грчког грч. λογος- реч) је део етике и моралне теологије који проучава врлину. Аретологија потиче из етичких праваца античке етике и изражава жељу да се обухвати и систематизује људска делатност и њена морална начела. Етика врлине наглашава важност индивидуалних особина личности и наглашава саму суштину речи „врлина“, односно оно што под њом обично подразумевамо. Постоје варијетети етике врлине према којима се у сваком конкретном случају мисли на врлину: то може бити поштење, саосећање, разборитост, као и проницљивост, доброта, храброст. Ове врлине воде човека ка самоспознаји и побољшању квалитета његовог живота. Три кључна концепта ове филозофије су врлина, практична мудрост и еудаимонизам (према којима је главни критеријум човековог морала његова жеља за срећом).
Заједно са концептима деонтолошког морала и консеквенцијализма, аретологија је део три главна нормативна и етичка учења. Филозоф Росалинд Хурстхоусе дефинише разлику између етике врлине, деонтолошке етике и консеквенцијализма: „Претпоставимо да је некоме коме је помоћ потребна та помоћ дата. Консеквенцијалиста би се прво фокусирао на чињеницу да би последице таквог деловања (тј. помагања) биле корисне за нечији осећај себе; следбеник деонтолошке доктрине би изјавио да, пруживши помоћ, поступа у складу са златним правилом морала: „Чини другима оно што желиш да они теби чине“; етичар врлина би рекао да би сама чињеница помоћи човеку била чин од великог значаја са становишта милосрђа. Мора се нагласити да је за следбеника етике врлине сама жеља примарна када се процени корист или штета неке радње. Док консеквенцијалиста највероватније неће узети у обзир намере са којима се нека радња догодила, већ ће се фокусирати на последице те акције."
Све до последње четвртине 19. века. Аретолози су били назив за приповедаче хуморески. С. Реинак је предложио ново тумачење речи, полазећи од њеног значења као „чуда”, према коме је аретолог њихов тумач. Р. Реитзенстеин га је проширио на његово модерно значење.

## Антика
По први пут основне врлине (разборитост, праведност, умереност и храброст) идентификовао је старогрчки драмски писац Есхил. Сократ је сматрао да је врлина морални квалитет који је својствен свим људима и који обезбеђује истинско блаженство. Циници су врлину сматрали једино добром и правом сврхом живота. Платон је створио теорију о заједничкој делатности врлина које руководе појединим деловима душе, мудрост управља умом, храброст води вољу, умереност води страсти, а правда води све њих. Аристотел је врлине поделио на оне које се односе на сазнајну делатност ума и оне које се односе на делатност ума у сфери практичног живота, истичући водећу улогу разборитости. Истовремено, Аристотел је идентификовао 9 интелектуалних врлина, од којих је најважније сматрао мудрост, која је заузврат подељена на теоријски и практични аспект. Преосталих 8 врлина укључују разборитост, правду, храброст и умереност. Аристотел је веровао да је свака од врлина нека врста „златне средине“, која се налази између одговарајућих порока. Тако је, на пример, храброст врлина, чије је место, према Аристотелу, између кукавичлука и лакомислености.
Стоици су за главну врлину сматрали непристрасност, чије су постизање видели као највиши циљ моралног живота. Ову теорију су прихватили Цицерон и Сократ, представници неоплатонизма су били против ове теорије Сократа и Цицерона. Плотин је поделио врлине на грађанске, прочишћавајуће и контемплативне, а такође је изразио идеју да се човек кроз врлине учини сличним Богу. Епикурејци су веровали да практиковање врлина гарантује постизање среће.

## Хришћански аутори
Хришћански писци, под утицајем стоика, говорили су о религиозној природи врлина и истицали њихову улогу у човековој жељи за Богом. Амвросије Милански је следио античко учење о четири врлине, називајући храброст главном. Аурелије Августин је учио да су све врлине последица љубави према Богу и њеног многовредног испољавања.
Абелард је, ослањајући се на Аристотелову дефиницију врлине, веровао да је узрок сваке врлине љубав, чији је извор Дух Свети. У 13. веку, Филип Ченселор је поделио врлине на природне и натприродне. Тома Аквински је, на основу идеје о 3 теолошке врлине (вера, нада, љубав), 5 интелектуалних вештина и 4 кардиналне врлине, створио синтезу, користећи истовремено доктрину о врлинама Аристотела, стоика и неоплатониста и ослањајући се на свето писмо. На челу свега Међу врлине Тома Аквински је ставио разборитост коју је сматрао и интелектуалном и моралном врлином. Проглашавајући љубав као темељну натприродну врлину, Тома Аквински је истицао позитивну природу хришћанског морала.

## Ново време
Дунс Скот је тврдио да су моралне врлине засноване на људској вољи и да не зависе од разборитости, он није признавао постојање посебних натприродних врлина. Његове ставове делили су Питер Ауреоли, Дуран од Сен Пурсена и Вилијам од Окама.
Древни и класични концепт врлина као типова понашања укорењених у вредностима које традиционално дели друштво био је емакулиран у етици Новог доба. Врлина се сводила на спонтани инстинкт људске природе, морално, алтруистичко осећање. Шефтсбери, Русо, Шилер и Конт имали су овакав поглед на врлину. Други су веровали да је врлина оцена корисности (Спиноза, Хјум, Бентам). Кант је веровао да је врлина жртва у име моралног закона. Након тога, интересовање за сам појам „врлине” почело је да нестаје, што је Хегел приметио. Многи су критиковали моралну филозофију овог периода, тврдећи да кључним питањима у овој области етике у то време није посвећена дужна пажња. Да ова критика није била неоснована доказ су Декартов трактат „Страсти душе“ или Спинозина „Етика“. Повратак овој дебати у 20. веку олакшао је чланак Елизабет Енскомб „О модерној моралној филозофији“ (1958), где она, с једне стране, критикује консеквенцијализам, а са друге стране критикује оно што она назива „ортодоксном концепцијом морал”.

## Модерност
У 20. веку приметна је рехабилитација класичног концепта врлине као смислене, друштвено и лично оријентисане. То је приметно у неоаристотелизму, који су промовисали Г. Гадамер, Ј. Ритер, А. МакИнтире. Мекинтајерова заслуга је и у томе што су захваљујући њему, оваква дела као што су Кантове „Основе метафизике морала“, као и дела Мартиноа, Хјума и Ничеа на ову тему поново актуелна. Као резултат тога, различити приступи етици врлине добили су нови развој, међу којима је и етички сентиментализам. Етика врлине је у супротности са етичким теоријама модерног времена, посебно са кантовском етиком дужности.

## Аретологија у источној пракси
Следбеници таквих источњачких религијских покрета као што је, на пример, конфучијанизам, такође деле многе аретолошке идеје које подсећају на античке грчке. Као и древно грчко учење о етици, кинеска етичка идеја наглашава јасну зависност између појмова као што су врлина и државно управљање. Међутим, ако су се древни грчки филозофи више фокусирали на „унутрашњу” оријентацију душе, онда се у конфучијанизму врлина схвата првенствено као међуљудски односи. Верује се да је конфучијанска етика и даље више етика односа него етика врлине. Вреди напоменути да се термин „етика врлине“ користи, међутим, више у односу на западњачке концепте аретолошке теорије, а источноазијска учења се у овом контексту помињу много ређе.
Етика врлине будизма је у многоме слична античкој грчкој – пре свега по томе што је усмерена „на душу” човека. Верује се да је будистичка аретологија та која највише одражава идеје старих Грка, а чак има и заједничке карактеристике са Аристотеловим учењем о аретологији. Осим тога, аретологија будизма је, како примећују научници, усмерена на велике заједнице људи, док је будизам заснован на индивидуалистичком приступу и више подсећа на западну аретологију него на друга источњачка етичка учења.

## Критика
Критика аретолошке теорије потиче углавном из чињенице да је често тешко разумети природу одређене врлине. Концепт врлине се може различито перципирати у различитим друштвима и културама. На пример, не постоји јасна дефиниција типично женских врлина: постоји гледиште да је врлина жена мирна, услужна и вредна. Међутим, овај концепт тешко да је релевантан за савремено друштво данас. Заговорници етике врлине обично тврде да је главна карактеристика теорије њена „универзална применљивост“. Другим речима, карактерна особина дефинисана као врлина мора бити врлина за апсолутно сва разумна бића. Са ове тачке гледишта, било би погрешно назвати, на пример, услужност типично женском врлином, ако је у исто време не можемо прогласити и мушком врлином.
Поред тога, теорија је критикована због чињенице да не појашњава које су врсте радњи морално дозвољене, а које забрањене, а такође не прецизира који одређени скуп квалитета особа мора развити у себи да би постигла самоостварење. Другим речима, неки теоретичари аретологије можда не виде, на пример, убиство као неморалан и неприхватљив чин, већ тврде да да починиоцу кривичног дела недостаје одређена врлина „у сету” (на пример, емпатија). Стога, противници теорије често наглашавају да ова особина сву етику врлине претвара у бескорисну науку о одређеним нормама понашања, које касније служе као основа за законодавство. Међутим, присталице аретологије су уверене да се правни систем сваке државе заснива првенствено на врлини.